# Adolf Breymann

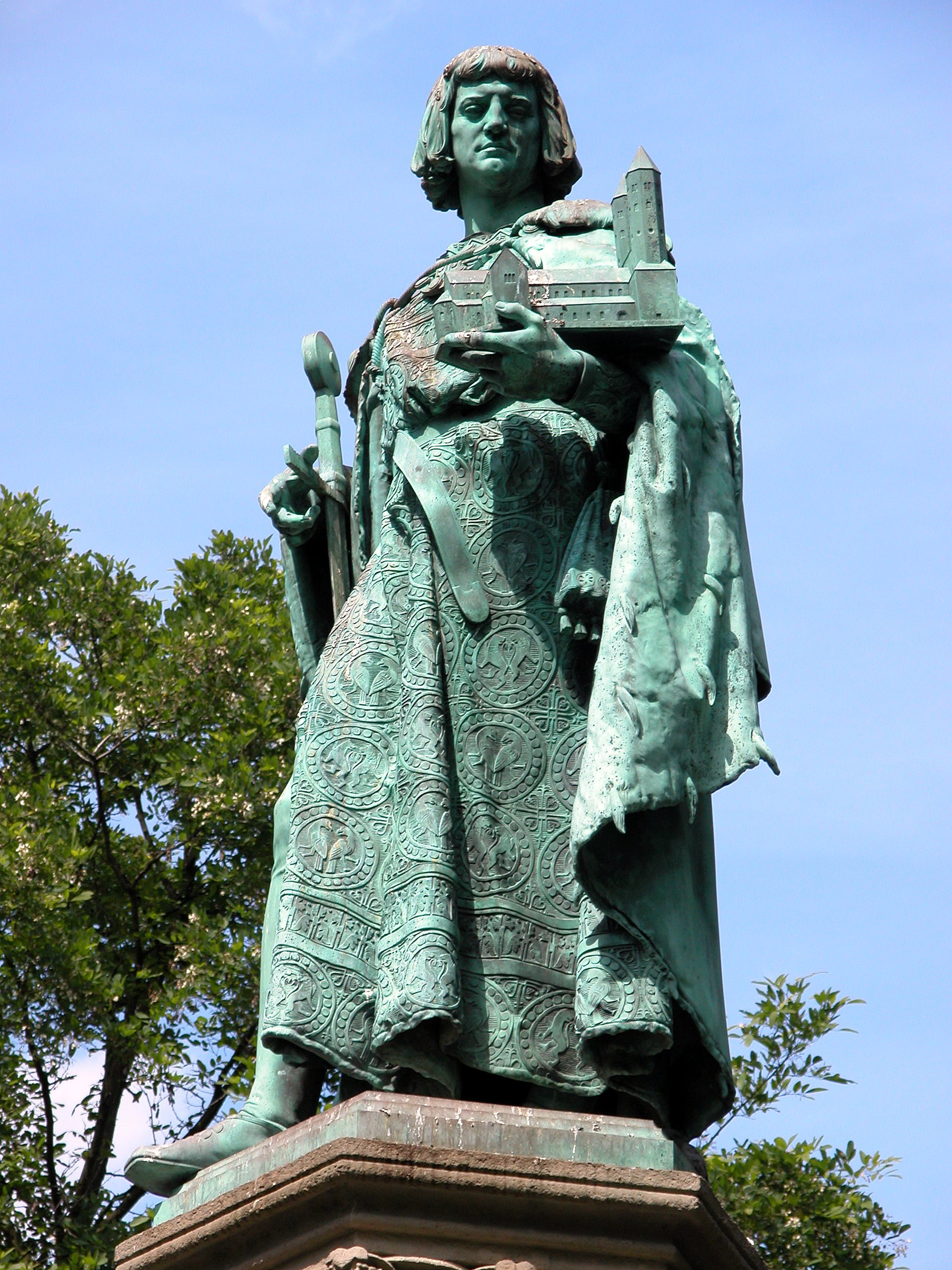
Henriksbrunnen i Braunzweig.

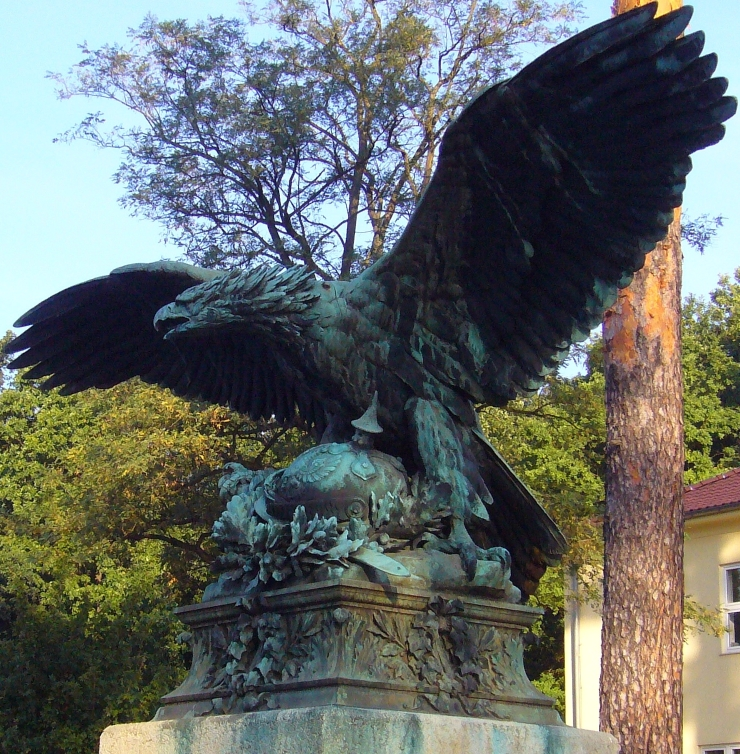
Örnen från det tidigare krigsminnesmärket över fransk-tyska kriget 1870-1871.

Adolf August Wilhelm Breymann, född 16 juni 1839 i Mahlum i Niedersachsen i Tyskland, död 1 september 1878 i Wolfenbüttel,  var en tysk skulptör.
Adolf Breymann var son till den lutherske prästen Christian Breymanns (1797–1866) och hans hustru Louise Breymann (1802–1876). Han hade nio syskon, varav det äldsta var pedagogen och förskolepionjären Henriette Schrader-Breymann.  Han utbildade sig till skulptör inledningsvis i Braunschweig för Theodor Strümpell och Georg Howaldt, och från 1859 i Dresden. 
Hans huvudverk är statyn av Henrik Lejonet för Henrikfontänen på Hagenmarkt i Braunschweig, som restes 1874.

## Verk i urval
- Fontänstaty av Henrik Lejonet för Henrikfontänen, Braunschweig, ritad av arkitekten Ludwig Winter, modellerad av Breymann 1866 och invigd 1874.
- Två änglar med svärd till graven för den brittiske prinsgemålen Albert av Sachsen-Coburg-Gotha, Frogmore House vid Windsor Castle i Storbritannien:
- Segermonument till minne av segern i fransk-tyska kriget 1870-1871, Braunschweig, ritat 1874 och avtäckt 1881.
- Krigsminnesmärke för de fallna i fransk-tyska kriget 1870-1871 från 56:e infanteriregementet, Göttingen, avtäckt 1876 på Bahnhofstrasse (idag Berliner Strasse). Minnesmärket bestod av en hög piedestal krönt av en mäktig bronsörn, som delvis förstördes under andra världskriget och senare togs bort. Efter restaurering står örnskulpturen på en betongstele vid Havellandkasernen i Potsdam-Eiche som ett permanent lån från staden Göttingen till den tyska försvarsmakten.